# アレクサンドラ・ポール (女優)
アレクサンドラ・ポール（Alexandra Paul,  1963年7月29日 - ）は、アメリカ合衆国の女優である。

## 来歴
1963年、ニューヨーク州ニューヨーク市生まれ。母親はソーシャル・ワーカーで、父親は投資銀行員だった。ちなみに双子の姉妹にキャロル・アン・ポールがおり、キャロル・アンは作家、そしてサンフランシスコで初の女性消防隊員として知られている。スタンフォード大学に在学中からモデルなどとして活動しており、1982年にテレビ映画『ペーパー・ドールズ』で女優デビュー。1983年のスティーヴン・キング原作でジョン・カーペンター監督のホラー映画『クリスティーン』のヒロイン役で注目を集め、その後様々なテレビドラマや映画へ出演してキャリアを築いた。テレビシリーズでは1992年から放送されたデヴィッド・ハッセルホフ主演のテレビシリーズ『ベイウォッチ』のレギュラーキャストとしても注目され、92エピソードへ出演している。

### 私生活
2000年にトライアスロンコーチのイアン・マーレイと結婚した。

## 出演作品

### 映画
- ペーパー・ドールズ Paper Dolls (1982)
- アメリカン・ナイトメア 夜の切り裂き魔 American Nightmare (1983)
- クリスティーン Christine (1983)
- Getting Physical (1984)
- クリスティ・マクニコルの白いロマンス Just the Way You Are (1984)
- アメリカン・フライヤーズ American Flyers (1985)
- 800万の死にざま 8 Million Ways to Die (1986)
- ドラグネット 正義一直線 Dragnet (1987)
- After the Rain (1988)
- 黒い影が運んだ恋 Out of the Shadows (1988) ※テレビ映画
- Perry Mason: The Case of the Lethal Lesson (1989) ※テレビ映画
- Perry Mason: The Case of the Musical Murder (1989) ※テレビ映画
- Perry Mason: The Case of the All-Star Assassin (1989) ※テレビ映画
- レッツゴー! 恋のチアガール Laker Girls (1990)
- Miliardi (1991)
- In Between (1991)
- カフス! Kuffs (1992)
- Prey of the Chameleon (1992)
- ハードラック Sunset Grill (1992)
- テロリスト・ゲーム Death Train (1993) ※テレビ映画
- ペーパーボーイ 真夏の引力 The Paper Boy (1994)
- Nothing to Lose (1994)
- Baywatch: Forbidden Paradise (1995) ※ビデオ作品
- ザ・ピラニア/ 殺戮生命体 Piranha (1995) ※テレビ映画
- テロリスト・ゲーム2/危険な標的 Night Watch (1995)
- パシフィカ Cyber Bandits (1996)
- Mixed Blessings (1995) ※テレビ映画
- スパイ・ハード Spy Hard (1996)
- House of the Damned (1996)
- キッド・コップ Kid Cop (1996) ※ビデオ作品
- デイトナ・ビーチ Daytona Beach (1996) ※テレビ映画
- Echo (1997)
- Kiss & Tell (1997)
- Naked in the Cold Sun (1997)
- 12 Bucks (1998)
- Arthur's Quest (1999) ※テレビ映画
- リベンジ Revenge (2000)
- The Brainiacs.Com (2000)
- Green Sails (2000) ※テレビ映画
- 10 Attitudes (2001)
- Facing the Enemy (2001)
- エアポート'02 Rough Air: Danger on Flight 534 (2001) ※テレビ映画
- セックスダイアリー Diary of a Sex Addict (2001)
- Redemption of the Ghost (2002)
- ベイ・ウォッチ/ ハワイアン・ウェディング Baywatch: Hawaiian Wedding (2003) ※テレビ映画
- A Woman Hunted (2003)
- Saving Emily (2004) ※テレビ映画
- アースブレイク Landslide (2005) ※テレビ映画
- A Lover's Revenge (2005)
- Trapped! (2006)
- ボルケーノ in N.Y. Disaster Zone: Volcano in New York (2006) ※テレビ映画
- 閉ざされた楽園 Love Thy Neighbor (2006) ※テレビ映画
- ショック・ウェーブ A.I. Assault (2006) ※テレビ映画
- Demons from Her Past (2007)
- Tru Loved (2008)
- Murder.com (2008)
- He's Such a Girl (2009)
- Family of Four (2009)
- A Sister's Secret (2009) ※テレビ映画
- Benny Bliss and the Disciples of Greatness (2009)
- イン・マイ・スリープ In My Sleep (2010)
- The Boy She Met Online (2010)
- Javelina (2011)
- Betrayed at 17 (2011)
- Christmas Spirit (2011)
- 16-Love (2012)
- A Beer Tale (2012)
- Love at the Christmas Table (2012)

### テレビドラマ
- ザ・ヒッチハイカー The Hitchhiker (1987)
- ベイウォッチ Baywatch (1992 - 1997)
- Johnny Bago (1993)
- 緊急出動! L.A.ファイターズ L.A. Firefighters (1996 - 1997)
- ベイウォッチ・ナイト Baywatch Nights (1997)
- Love Boat: The Next Wave (1998)
- メルローズ・プレイス Melrose Place (1999)
- Chicken Soup for the Soul (2000)
- シースパイズ She Spies (2003)
- マッドメン Mad Men (2008)
- Binky (2010)

## 参照
1. ↑  https://www.imdb.com/name/nm0000575/awards/?ref_=nm_awd
2. 1 2  “Alexandra Paul Biography”. 2014年7月12日閲覧。
3. 1 2  “Alexandra Paul Biography”. 2014年7月12日閲覧。